# Aeroportul Internațional Presidente Nicolau Lobato
Aeroportul Internațional Presidente Nicolau Lobato (IATA: DIL, ICAO: WPDL) este un aeroport din Dili, Dili Municipality⁠(d), Timorul de Est ce deservește zona Dili. Aeroportul a fost tranzitat în 2021 de 24.526 de pasageri.
Situat la o altitudine de 8 m, aeroportul dispune de 1 pistă.

## Infrastructură

### Piste
Aeroportul dispune de o singură pistă. Pista are orientarea 08/26.